# مات شاناهان
مات شاناهان (بالإنجليزية: Matt Shanahan)‏ مواليد 13 يوليو 1976، هو لاعب كرة سلة أسترالي بدأ مسيرته الاحترافية في سنة 1994.